# Novoselycký rajón
Novoselycký rajón (ukrajinsky Новоселицький район) je bývalý rajón v Černovické oblasti na Ukrajině. Hlavním městem byla Novoselycja a rajón měl přibližně 78 tisíc obyvatel. 

## Sídla v rajónu
- Novoselycja